# Щупоголово
Щупоголово — деревня в Ям-Тёсовском сельском поселении Лужского района Ленинградской области.

## История
Впервые упоминается в Писцовой книге Водской пятины 1500 года, как деревня Щупоголово в Спасском на Аредежи погосте Новгородского уезда.
Как деревня Счупоголово она обозначена на карте Новгородского наместничества 1792 года А. М. Вильбрехта.

ЩУПОГОЛОВО — деревня с усадьбой при реке Оредежи. Большеморовинского сельского общества, прихода Спасского погоста.
 
Крестьянских дворов — 16. Строений — 71, в том числе жилых — 16. Ветряная мельница.

Число жителей по семейным спискам 1879 г.: 51 м. п., 58 ж. п.; по приходским сведениям 1879 г.: 52 м. п., 56 ж. п.

Сборник Центрального статистического комитета описывал её так:

ЩУПАЛОВО — село бывшее владельческое, дворов — 16, жителей — 85; церковь православная. (1885 год)

В конце XIX — начале XX века деревня административно относилась к Тёсовской волости 5-го стана 3-го земского участка Новгородского уезда Новгородской губернии.

ЩУПОГОЛОВО — усадьба Н. А. Лебедева, жилых домов — 5, число жителей: 4 м. п., 6 ж. п. 

Занятия жителей — земледелие. Смежна с деревней Щупоголово.

ЩУПОГОЛОВО (ЩУПОЛОВО) — деревня Большеморовинского сельского общества, дворов — 23, жилых домов — 23, число жителей: 72 м. п., 72 ж. п. 

Занятия жителей — земледелие, выпас телят. (1907 год)

В начале XX века в деревне близ церкви находился жальник.
Согласно карте из «Исторического атласа Санкт-Петербургской Губернии» 1915 года деревня называлась Щуполово и насчитывала 12 крестьянских дворов.
С 1917 по 1927 год деревня Щупоголово входила в состав Тёсовской волости Новгородского уезда Новгородской губернии.
С 1927 года, в составе Горынского сельсовета Оредежского района.
В 1928 году население деревни Щупоголово составляло 180 человек.
По данным 1933 года деревня называлась Щупогалово и входила в состав Горынского сельсовета Оредежского района.
C 1 августа 1941 года по 31 января 1944 года деревня находилась в оккупации.
С 1959 года, в составе Моровинского сельсовета Лужского района.
С 1965 года, в составе Пристанского сельсовета. В 1965 году население деревни Щупоголово составляло 118 человек.
По данным 1966 года деревня Щупоголово входила в состав Пристанского сельсовета Лужского района.
По данным 1973 и 1990 года деревня Щупоголово входила в состав Приозёрного сельсовета.
В 1997 году в деревне Щупоголово Приозёрной волости проживали 30 человек, в 2002 году — 31 человек (русские — 97 %).
В 2007 году в деревне Щупоголово Ям-Тёсовского СП проживали 23 человека.

## География
Деревня расположена в восточной части района близ автодороги 41А-004 (Павлово — Мга — Луга).
Расстояние до административного центра поселения — 21 км.
Расстояние до ближайшей железнодорожной станции Оредеж — 15 км. 
Деревня расположена на правом берегу реки Оредеж.

## Демография
| 1884 | 1909 | 1928 | 1965 | 1997 | 2007 | 2010 |
| ---- | ---- | ---- | ---- | ---- | ---- | ---- |
| 109  | ↗154 | ↗180 | ↘118 | ↘30  | ↘23  | ↗24  |
| 2017 |      |      |      |      |      |      |
| ↘20  |      |      |      |      |      |      |

## Достопримечательности
Действующая деревянная церковь во имя Рождества Иоанна Предтечи, постройки до 1745 года.
Средневековый почитаемый каменный крест на кладбище рядом с церковью.

## Улицы
Заовражная, Лесная, Центральная.